# John H. Brockway
John Hall Brockway (* 31. Januar 1801 in Ellington, Connecticut; † 29. Juli 1870 ebenda) war ein US-amerikanischer Politiker. Zwischen 1839 und 1843 vertrat er den Bundesstaat Connecticut im US-Repräsentantenhaus.

## Leben
Nach der Grundschule besuchte John Brockway bis 1820 das Yale College und wurde dann selbst Lehrer. Nach einem anschließenden Jurastudium und seiner im Jahr 1823 erfolgten Zulassung als Rechtsanwalt begann er in Ellington in seinem neuen Beruf zu arbeiten. Politisch stand er in Opposition zu Präsident Andrew Jackson und dessen Demokratischen Partei. Daher wurde er Mitte der 1830er Jahre Mitglied der Whigs.
Zwischen 1832 und 1838 war Brockway Abgeordneter im Repräsentantenhaus von Connecticut; im Jahr 1834 saß er im Staatssenat. Bei den Kongresswahlen des Jahres 1838 wurde er im sechsten Wahlbezirk von Connecticut in das US-Repräsentantenhaus in Washington, D.C. gewählt, wo er am 4. März 1839 die Nachfolge des Demokraten Orrin Holt antrat. Nach einer Wiederwahl im Jahr 1840 konnte Brockway bis zum 3. März 1843 zwei Legislaturperioden im Kongress absolvieren. Diese waren von den Auseinandersetzungen zwischen seiner Partei und Präsident John Tyler überschattet, der sich immer mehr von der Whig Party entfernte und den Demokraten annäherte. Mit dem Ende der Legislaturperiode im März 1843 wurde der sechste Distrikt aufgelöst und erst im Jahr 1933 reaktiviert.
Nach dem Ende seiner Zeit im US-Repräsentantenhaus war Brockway von 1849 bis 1867 Bezirksstaatsanwalt im Tolland County. Danach zog er sich in den Ruhestand zurück. John Brockway starb im Juli 1870 in seinem Heimatort Ellington.